# Маркантоніо Зімара
Маркантоніо Зімара (італ. Marcantonio Zimara, Marco Antonio Zimarra; 1460, Галатіна, Апулія, Італія — 1532, Падуя) — італійський філософ і дослідник.

## Біографія
Народився у Галатині під Лечче.
З 1497 року вивчав філософію в університеті Падуї під керівництвом Агостіно Ніфо та П'єтро Помпонацці. Згодом викладав логіку, вивчаючи в цей час медицину в Падуї (1501—1505), а в 1509 був призначений професором натуральної філософії.
З 1509 по 1518 рік Зімара жив у Сан-П'єтро в Галатині, після чого викладав в Салерно (1518—1522), Неаполі (1522—1523) і знову в Падуї (1525—1528).
Зимара редагував роботи середньовічних філософів (насамперед Альберта Великого), а також редагував та писав коментарі до Арістотеля та Аверроеса, виклавши їх у праці «Tabula dilucidationum у dictis Aristotelis et Averrois»(1537).
Як дослідник, першим звернув увагу на охолоджувальні властивості селітри.